# Hermann-Beims-Siedlung

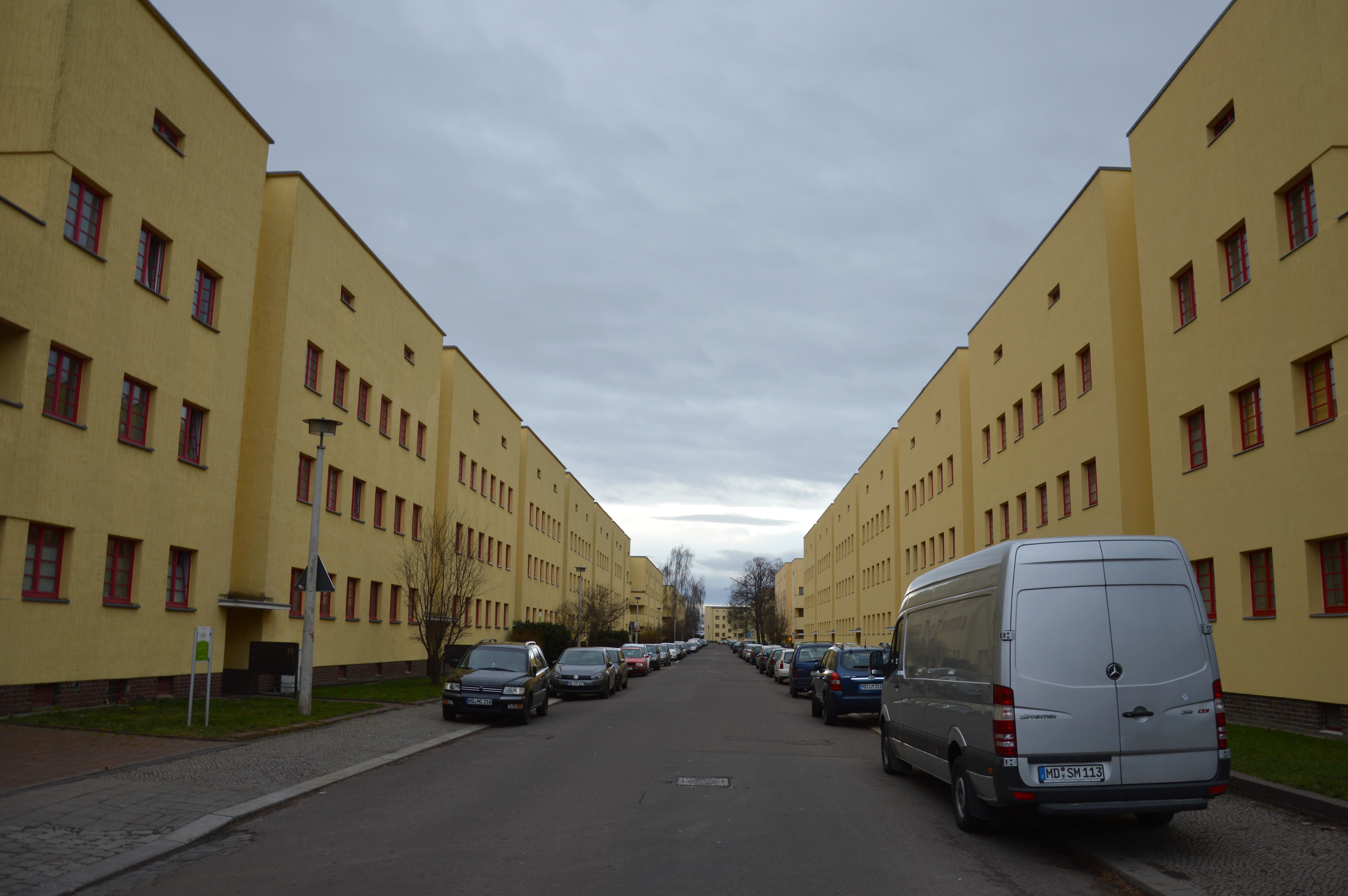
Hermann-Beims-Siedlung, Blick durch die Flechtinger Straße

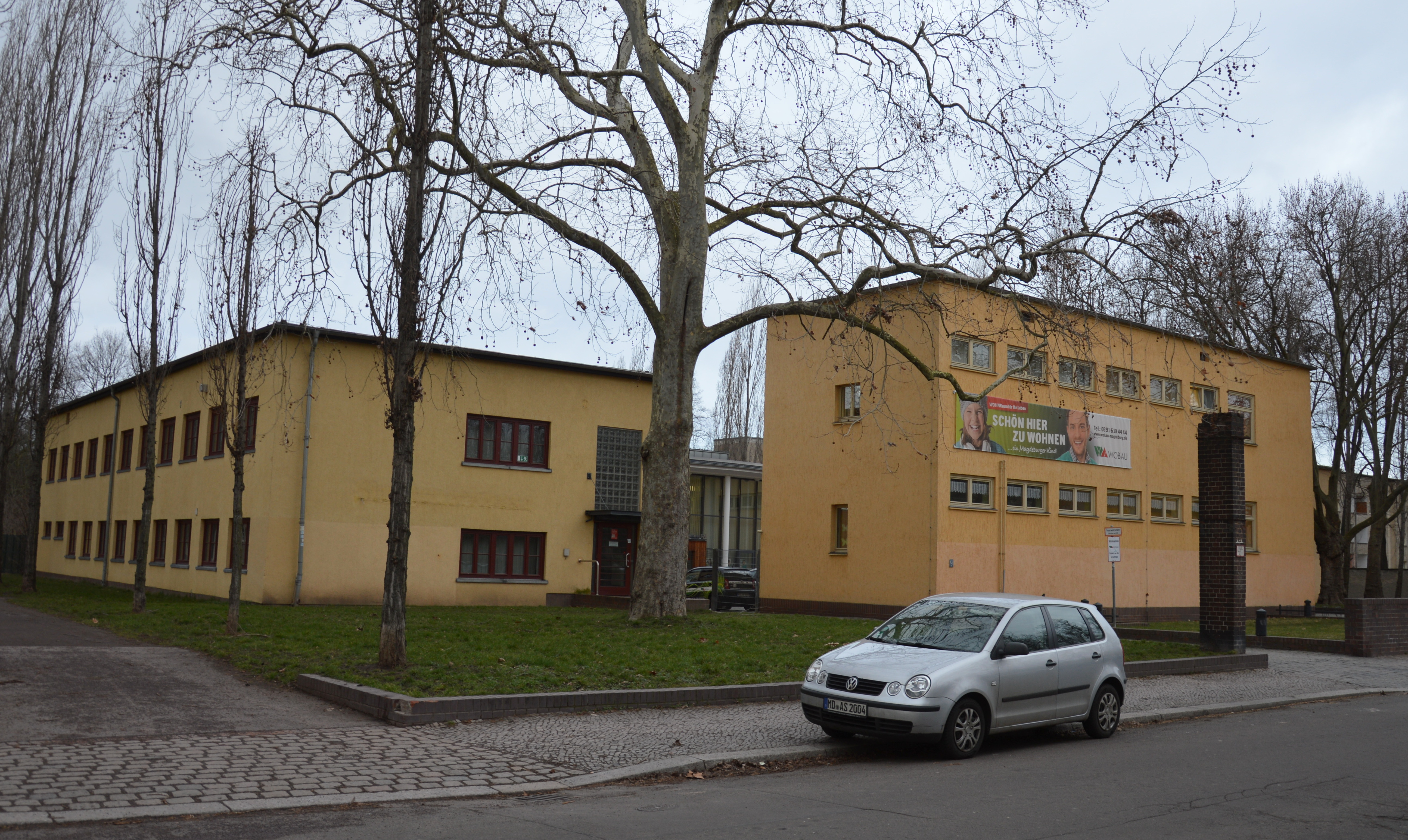
Verwaltungs- und Sozialgebäude

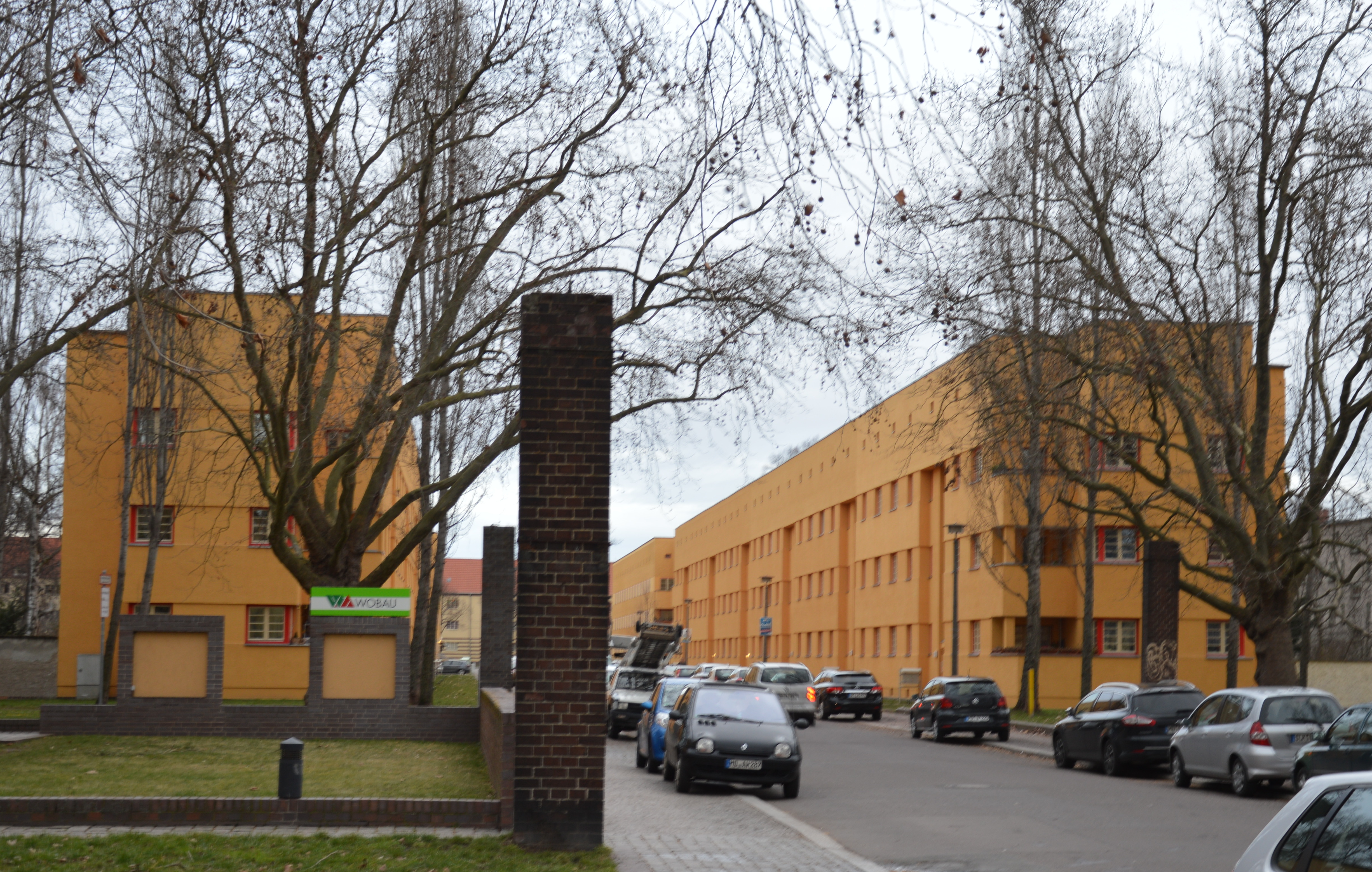
Flechtinger Straße, Blick nach Norden

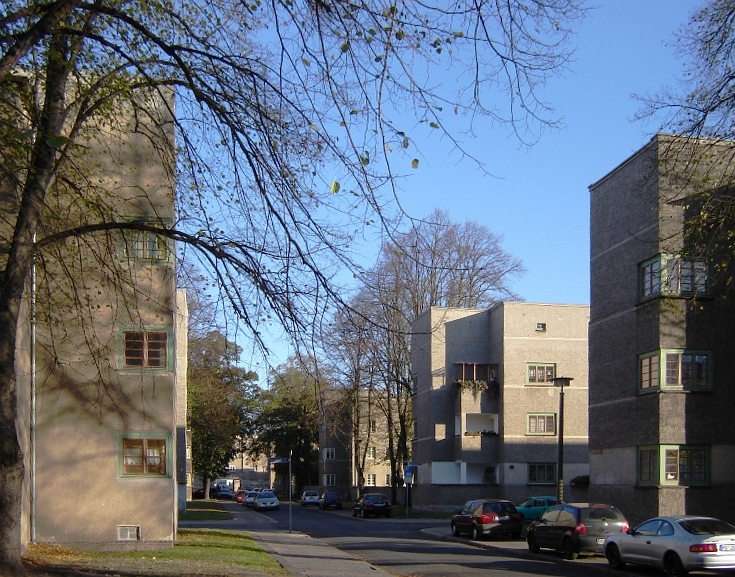
Hermann-Beims-Siedlung, 2006

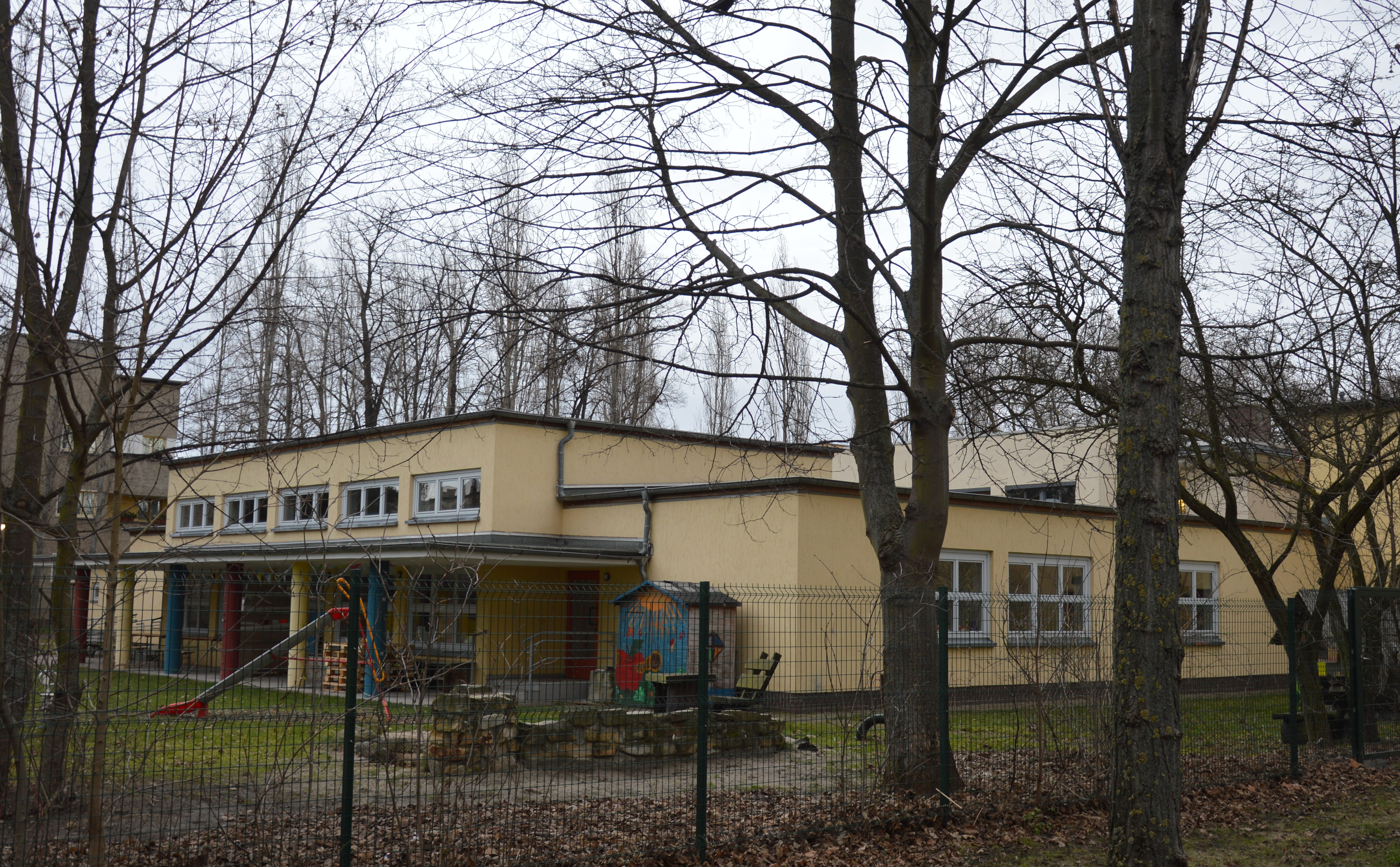
Kinderhaus Flechtinger Straße

Die Hermann-Beims-Siedlung, auch kurz als Beimssiedlung bezeichnet ist eine denkmalgeschützte Wohnsiedlung im Magdeburger Stadtteil Stadtfeld West in Sachsen-Anhalt.

## Lage
Sie befindet sich westlich der Magdeburger Innenstadt im südlichen Teil von Stadtfeld West. Südlich wird sie von der Hohendodelebener Straße, östlich von der Beimsstraße, im Norden durch die Große Diesdorfer Straße und im Westen durch die Seehäuser Straße begrenzt. Im Südosten befindet sich die Enckekaserne, westlich der Siedlung der Westfriedhof. Zur Siedlung gehört das auch als Einzeldenkmal geführte Kinderhaus Flechtinger Straße.

## Architektur und Geschichte

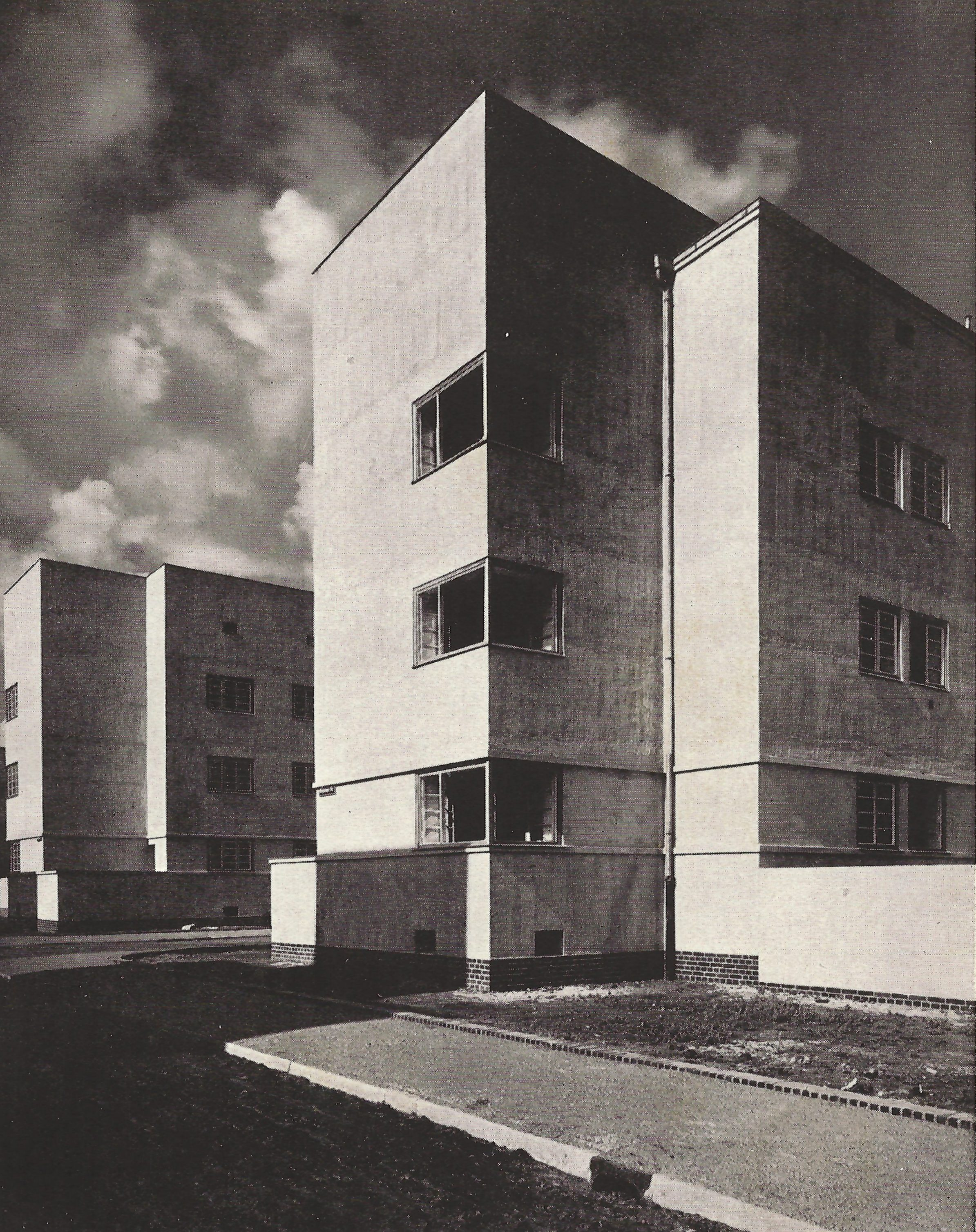
Marienborner Straße in den 1920er Jahren, Aufnahme von Rudolf Hatzold

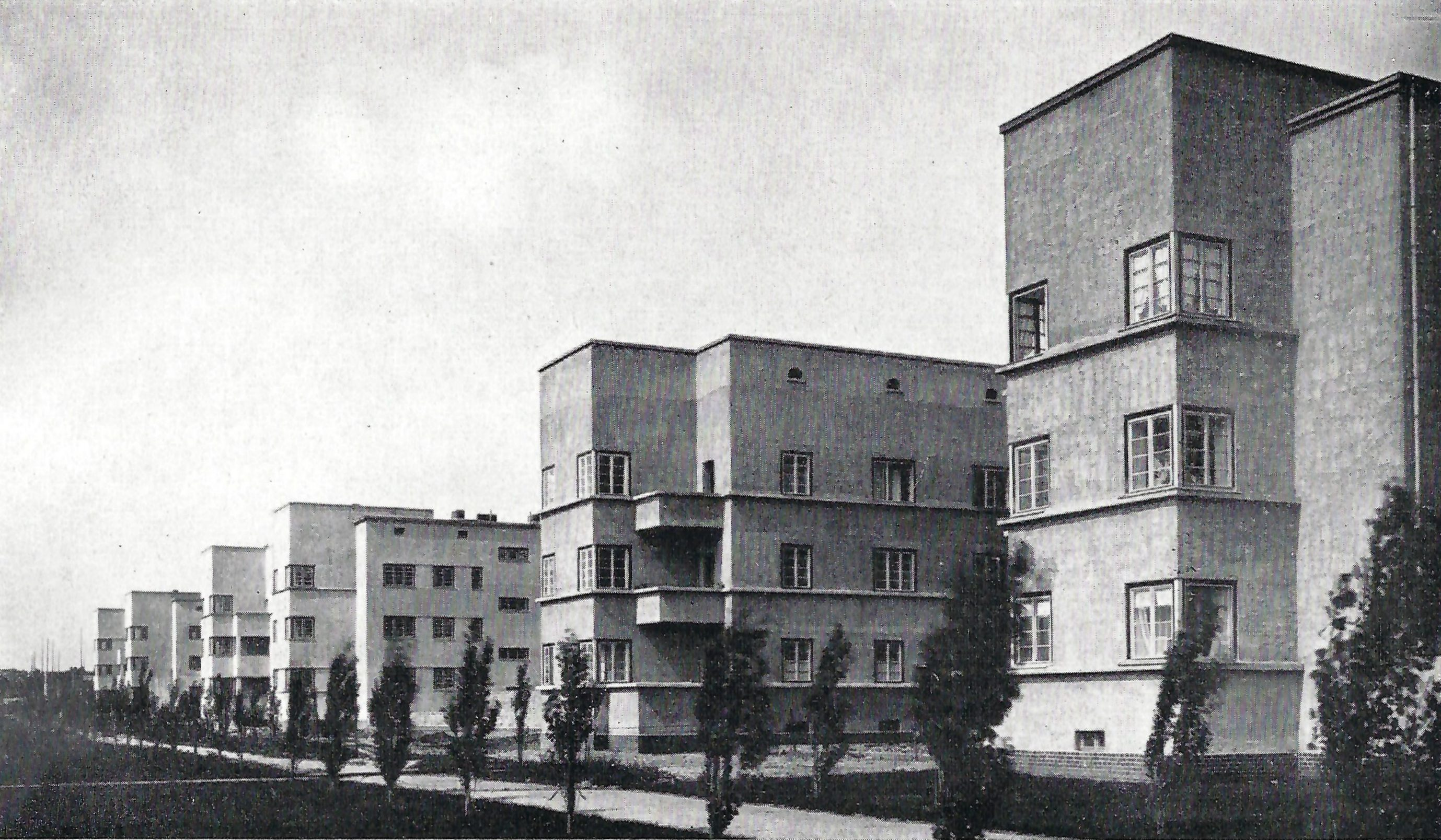
Grünanlage

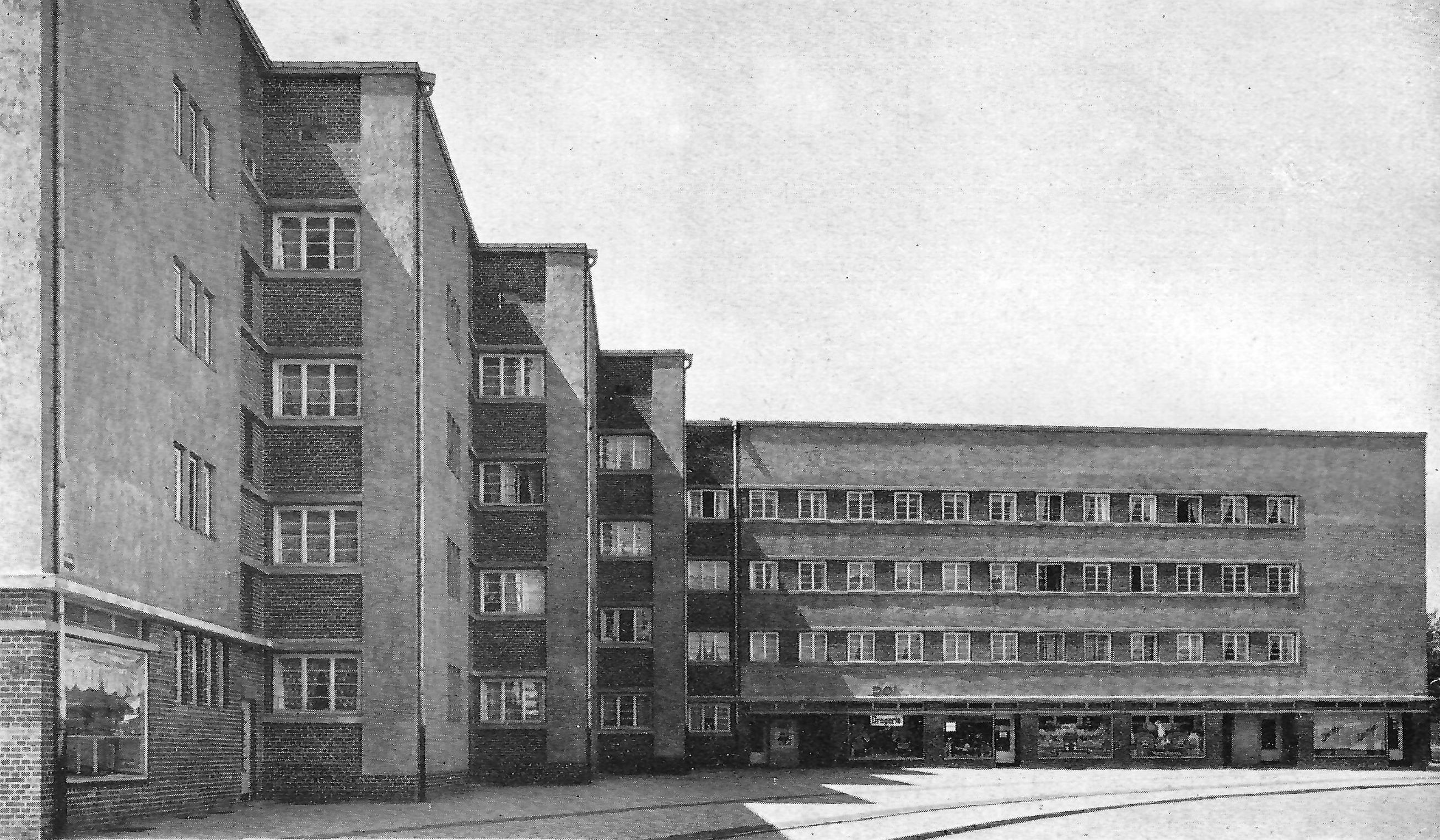
Beimsplatz

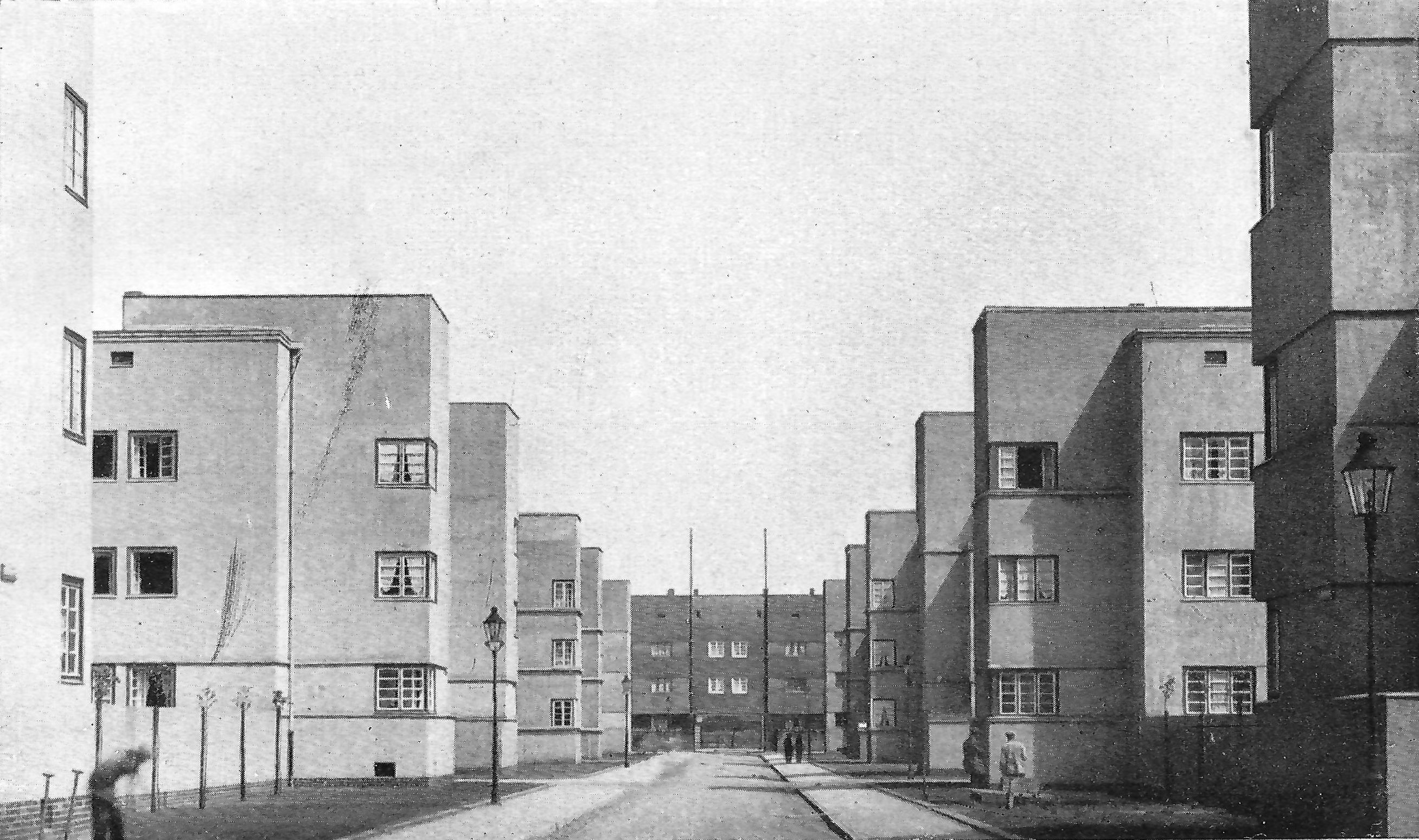
Weferlinger Straße

Die Siedlung entstand in den Jahren 1924 bis 1932 im Auftrag des Vereins für Kleinwohnungswesen und der Magdeburger Gemeinnützigen Heimstätten A.G. Grundlage war der von Bruno Taut erarbeitete Generalsiedlungsplan der Stadt Magdeburg. Die Planung erfolgte durch das von Johannes Göderitz geleitete Stadterweiterungsamt. Als Architekten waren Konrad Rühl, Gerhard Gauger, Adolf Otto und Willy Zabel tätig. Ziel war ein sozialer Wohnungsbau, der größeren Teilen der Bevölkerung gesunde Wohnungen zu günstigen Preisen zur Verfügung stellen sollte. Die Siedlung war die erste und größte Großsiedlung Magdeburgs in den 1920er Jahren. Die Planung sah noch eine erheblich größere Ausdehnung vor, wurde jedoch nur etwa zu einem Drittel umgesetzt. Von den zunächst geplanten 5000 Wohnungen wurden nur etwa 2000 gebaut. Im westlichen und nordwestlichen Teil konnte aufgrund dort noch vorhandener gewerblicher Bebauung der Siedlungsbau nicht erfolgen. Auch ursprünglich im Osten vorgesehene Bauten erfolgten nicht.
Benannt wurde die Siedlung nach Hermann Beims, Magdeburgs erster demokratisch gewählter Oberbürgermeister.
Der größte Teil der Wohnungen entstand zwischen 1925 und 1929. In diesen Jahren wurden etwa 1950 Wohnungen gebaut. 1930/31 entstanden nur noch etwa weitere 30 Wohnungen sowie Gemeinschaftseinrichtungen. Der Bau der Gemeinschaftseinrichtungen inklusive eines Kindergartens im Grünzug entsprach nicht den ursprünglichen Plänen.
Zunächst wurde die Anlage als Siedlung an der Großen Diesdorfer Straße bezeichnet. Die Benennung nach dem Magdeburger Oberbürgermeister Hermann Beims erfolgte 1931. Zugleich erhielt wohl auch der zunächst als Enckeplatz benannte Beimsplatz seinen Namen.
Die Siedlung besteht aus dreigeschossigen mit Flachdächern bedeckten Häusern, die im Siedlungsinneren an Straßen in einem orthogonalen Rastersystem angeordnet sind. Die Wohngebäude sind fast ausschließlich parallel zueinander in nordsüdlicher Richtung errichtet. Vor den Häusern befinden sich Vorgärten. Die Rückseiten der Gebäude sind auf Grünanlagen oder große Wohnhöfe ausgerichtet. Es bestehen Drempelgeschosse, in denen Trockenböden untergebracht sind. Die Lochfassaden sind durch Putz-, Farb- und Ziegelbänder horizontal gegliedert. Eine vertikale Gliederung erfolgt nur sparsam durch zurückspringende Treppenhäuser. Der Putz der Gebäude ist als ockerfarbener bis gelber Rauputz ausgeführt. Türen und Fenster sind unterschiedlich farbig gefasst.
Die Blockrandbebauung an Großer Diesdorfer Straße, Enckestraße, Hohendodelebener Straße und Seehäuser Straße ist mit traditionellen Satteldächern bedeckt.
Die Gestaltung der Siedlung ist monumental geprägt. Die einzelnen Bauten sind rhythmisch versetzt. Teilweise verengen oder weiten sich die Baufolgen trichterförmig. In anderen Straßenzüge verlaufen die Baufluchten geradlinig.
Im Zentrum der Siedlung befindet sich eine von West nach Ost verlaufende, von einer Pappelallee dominierte Grünfläche. Die Allee verläuft in die Richtung der Türme des Magdeburger Doms. Zur Grünachse hin bestehen kantige mit Loggien versehene gestaffelte Kopfbauten. Am Ostende des Grünzuges war ursprünglich die Errichtung einer Schule vorgesehen, die jedoch nicht erfolgte.
Ebenfalls in zentraler Lage wurden Ladengeschäfte angeordnet. Straßenkreuzungen sind durch die Staffelung der Gebäude an den Anfängen der Straßen platzartig betont.
Die Straßenbeleuchtung erfolgte zunächst überwiegend mit den in der Stadt zur Bauzeit üblichen Gaslaternen und wurden später auch eine elektrische Beleuchtung umgestellt. An besonderen Punkten bestanden in Zusammenhang mit gemauerten Pfeilern speziell für die Siedlung entworfene Beleuchtungskörper. Die größeren Straßen der Siedlung waren ursprünglich gepflastert, andere Straßen verfügten nur über einen Kies-Schotter-Belag. Die Fußwege wurden mit einem Mosaikpflaster belegt.
Insgesamt bildet die Siedlung architektonisch ruhige, übersichtliche und in sich abgeschlossene Straßenräume.
In der Zeit der nationalsozialistischen Gewaltherrschaft wurde die Hermann-Beims-Siedlung in Encke-Siedlung umbenannt. Aus dem Beimsplatz wurde wieder der Enckeplatz. Nach Ende der NS-Diktatur erfolgte die Rückbenennung. 1937 wurde der östliche Teil der zentralen Grünanlage Teil der südlich hiervon gelegenen Enckekaserne. Während des Zweiten Weltkriegs kam es nur in geringem Umfang durch Bombenangriffe zu Schäden. Die betroffenen Gebäude wurden jedoch weitgehend originalgetreu wieder aufgebaut.
In der Zeit zwischen 1964 und 1968 wurden 200 weitere Wohnungen im bis dahin unbebauten Bereich zwischen Seehäuser und Walbecker Straße gebaut. Dort entstand auch eine Kaufhalle und im Grünzug ein weiterer Kindergarten. Hinzu kamen durch den Ausbau einiger Dachgeschosse noch 90 Wohnungen. 1980 wurde die Siedlung als Denkmal des Städtebaus unter Schutz gestellt. Der Denkmalbereich umfasst etwa 35 Hektar. Durch die Anordnung mehrerer Gebäude im Grünzug und die Ausweitung der Enckekaserne, entspricht die Gestaltung des Grünzuges nicht mehr den ursprünglichen Planungen.
Die Siedlung gehört heute der städtischen Wohnungsbaugesellschaft Magdeburg 1994 wurde der Wohnungsbestand mit 2270 Einheiten angegeben. Seit den 1990er Jahren erfolgte eine schrittweise Sanierung des Bestandes.
Im örtlichen Denkmalverzeichnis ist die Siedlung unter der Erfassungsnummer 094 70964  als Baudenkmal verzeichnet.